# Донеччина (газета)
Часопис «Доне́ччина» — обласна газета в Донецьку. Виходить з 1936 р. Мова видання — українська.

## З історії газети
У 1936 р. у Донецьку вийшов перший номер газети «Колгоспник Донеччини» (тепер «Донеччина»). Під такою назвою газета проіснувала до 1941 р. «Радянська Донеччина» (1945—1991), «Сільська Донеччина» (1991—1992).

## Сучасність
Виходить двічі на тиждень. Обсяг одного числа газети — чотири сторінки формату А2. Щотижневий наклад — понад 10.000 примірників. Свідоцтво про реєстрацію КВ № 3681, видане 16 лютого 1999 р. Міністерством інформації України. Засновники — Колективне підприємство «Редакція газети „Донеччина“», Донецька обласна державна адміністрація.
Постійні сторінки: української поезії «Живі джерела» та історико-краєзнавча «Рідний край», добірки «Стусове коло», «Плекаймо рідну мову». Назву останньої добірки дістала й заснована редакцією 1998 року щорічна премія.
Головний редактор газети — Ігор Зоц.

## Дочірні проєкти
У 1990 році було започатковано щотижневий додаток «Світлиця» для сімейного читання, який виходив до 2007 року. У 1994—1996 роках редакція випускала історико-краєзнавчий альманах «Рідний край».
«Донеччина» сприяє випуску газети Товариства польської культури Донбасу — «Поляки Донбасу», що виходить польською та українською мовами. Крім того, газета друкує добірку товариства «Неман» білоруською та українською мовами.

## Нагороди, відзнаки
Редакцію «Донеччини» нагороджено орденом «Знак Пошани» (1986) і багатьма відомчими відзнаками. «Донеччині» присуджено друге місце на Всеукраїнському творчому конкурсі друкованих ЗМІ «Українська мова — мова державна». Редакція здобувала перемоги на першому конкурсі Благодійного фонду пам'яті Олекси Тихого — на найкращу публікацію про український правозахисний рух, загальнонаціональному конкурсі «Українська мова — мова єднання» (м. Одеса) та майже щороку — серед лауреатів фестивалю «Преса Донбасу».